# Siège de Castellon d'Empuries (1653)
Guerre des Faucheurs
Le siège de Castelló d'Empúries de 1653 est une des batailles de la guerre des Faucheurs.

## Antécédents
Vers 1650, le soutien initialement apporté à la domination française s'effondra tandis que l'armée espagnole, menée par Francisco de Orozco, marquis de Mortara, avança de nouveau depuis Lerida et mis le siège devant Barcelone en août 1651. En 1652 Barcelone, après plus d'un an de siège et l'arrivée de la peste, tomba aux mains de l'armée de Philippe IV commandée par Juan José d'Autriche. Le conflit prit ainsi fin et les autorités catalanes se retrouvèrent à nouveau sous l'obéissance du roi de Castille.
Après les troubles de la Fronde, en 1653 le général français Philippe de La Mothe-Houdancourt et les catalans dirigés par Joseph de Margarit de Biure, au total de quatorze mille hommes et quatre mille chevaux traversèrent le Perthus.

## Le siège
Le 16 juin 1653, 4000 fantassins et 2500 cavaliers français, sous le commandement de Jacques de Rougé du Plessis-Bellière, pénètrent en Catalogne par le Col du Perthus et se dirigent vers Castelló d'Empúries où les troupes espagnoles se replient. Le 22 juin la tranchée était déjà ouverte et la ville fut prise peu après.

## Conséquences
A Castelló où le régiment d'infanterie de Montpezat resta en garnison, et plusieurs églises furent pillées. Figueres fut prise et le 12 juillet 1653 débuta le siège de Gérone, qui fut brisé par Juan José d'Autriche, qui recupéra tout l'Empordà à l'exception de Roses.
Armand de Conti mena une nouvelle offensive en 1654 au cours de laquelle il récupéra l'Empordà à l'exception de Castelló d'Empúries, Conflent, Puigcerdà, Camprodon, Ripoll, Olot et Berga, et la ville de Castelló fut de nouveau assiégée en 1655 par les français.